# Hawthorn Leslie and Company
R. & W. Hawthorn Leslie and Company, Limited (nota anche come Hawthorn Leslie) è stata un'azienda metalmeccanica di cantieristica navale e costruzione di locomotive. Fondata nella conurbazione del Tyneside nel 1886, ha cessato la costruzione di navi nel 1982.

## Storia
L'azienda nacque nel 1886 in seguito alla fusione dei cantieri navali A. Leslie and Company di Hebburn con la fabbrica di locomotive R & W Hawtorn di Newcastle-upon-Tyne. La fabbrica di locomotive venne ceduta nel 1937 alla Robert Stephenson and Company, che divenne quindi la Robert Stephenson and Hawthorns.
Durante le due guerre mondiali i cantieri navali produssero numerose navi da guerra per la Royal Navy, tra cui il cacciatorpediniere HMS Kelly, famoso per essere stato comandato da Lord Louis Mountbatten. Nel 1968 le attività cantieristiche vennero unite con quelle della Swan Hunter e della Vickers-Armstrongs per creare la Swan Hunter & Tyne Shipbuilders.
Nel 1977 queste attività vennero nazionalizzate e riunite nella British Shipbuilders, due anni dopo la fabbrica di motori venne fusa con la George Clark & NEM, anch'essa nazionalizzata, per formare la Clark Hawthorn.
Il cantiere principale dell'azienda, situato a Hebburn, chiuse nel 1982, venendo venuto in un primo tempo alla Cammell Laird e poi, nel 2001, all'A&P Group che però lo lasciò in stato di abbandono. Venuta a mancare l'attività principale, l'azienda, tentò di diversificare la produzione entrando nel settore telefonico. Nel marzo 1993 divenne di proprietà dalla Vodafone in seguito a un'offerta per l'acquisto della compagnia.